# Canton d'Agen-Sud-Est
Pour les articles homonymes, voir Canton d'Agen (homonymie).
Le canton d'Agen-Sud-Est est une ancienne division administrative française située dans le département de Lot-et-Garonne, en région Aquitaine.

## Histoire
Le canton d'Agen-Sud-Est est créé en 1984, en même temps que celui d'Agen-Nord-Est, en remplacement du canton d'Agen-Est.

## Géographie
Ce canton était organisé autour d'Agen dans l'arrondissement d'Agen. Son altitude variait de 37 m (Agen) à 209 m (Bon-Encontre) pour une altitude moyenne de 62 m.

## Composition
Le canton d'Agen-Sud-Est se composait d'une fraction de la commune d'Agen et de deux autres communes. Il comptait 13 833 habitants (population municipale) au 1er janvier 2012.
| Nom              | Code Insee | Intercommunalité        | Population (dernière pop. légale)              |
| ---------------- | ---------- | ----------------------- | ---------------------------------------------- |
| Agen (chef-lieu) | 47001      | CA Agglomération d'Agen | Fraction : 2 193(2012) Commune : 34 126 (2014) |
| Boé              | 47031      | CA Agglomération d'Agen | 5 552 (2014)                                   |
| Bon-Encontre     | 47032      | CA Agglomération d'Agen | 6 166 (2014)                                   |

## Démographie
| 1990   | 1999   | 2006   | 2011   | 2012   |
| ------ | ------ | ------ | ------ | ------ |
| 11 225 | 12 265 | 13 077 | 13 820 | 13 833 |

## Administration
| Période | Période | Identité          | Étiquette   | Qualité |
| ------- | ------- | ----------------- | ----------- | --- |
| 1985    | 2011    | Guy Saint-Martin  | PS puis DVG | Agriculteur Maire de Boé de 1977 à 2001 Conseiller régional Vice-président du Conseil régional                                          |
| 2011    | 2015    | Christian Dézalos | PS          | Cadre de la fonction publique Maire de Boé depuis 2001, 3e vice-président de l'Agglomération d'Agen Élu en 2015 dans le canton d'Agen-2 |